# Mistrovství Kolumbie v silničním závodu
Mistrovství Kolumbie v silničním závodu se koná každý rok v různých kategoriích, aby byl určen úřadující národní šampionát pro následující rok. Úřadujícím šampionem (k roku 2024) je Alejandro Osorio z týmu GW Erco Shimano.

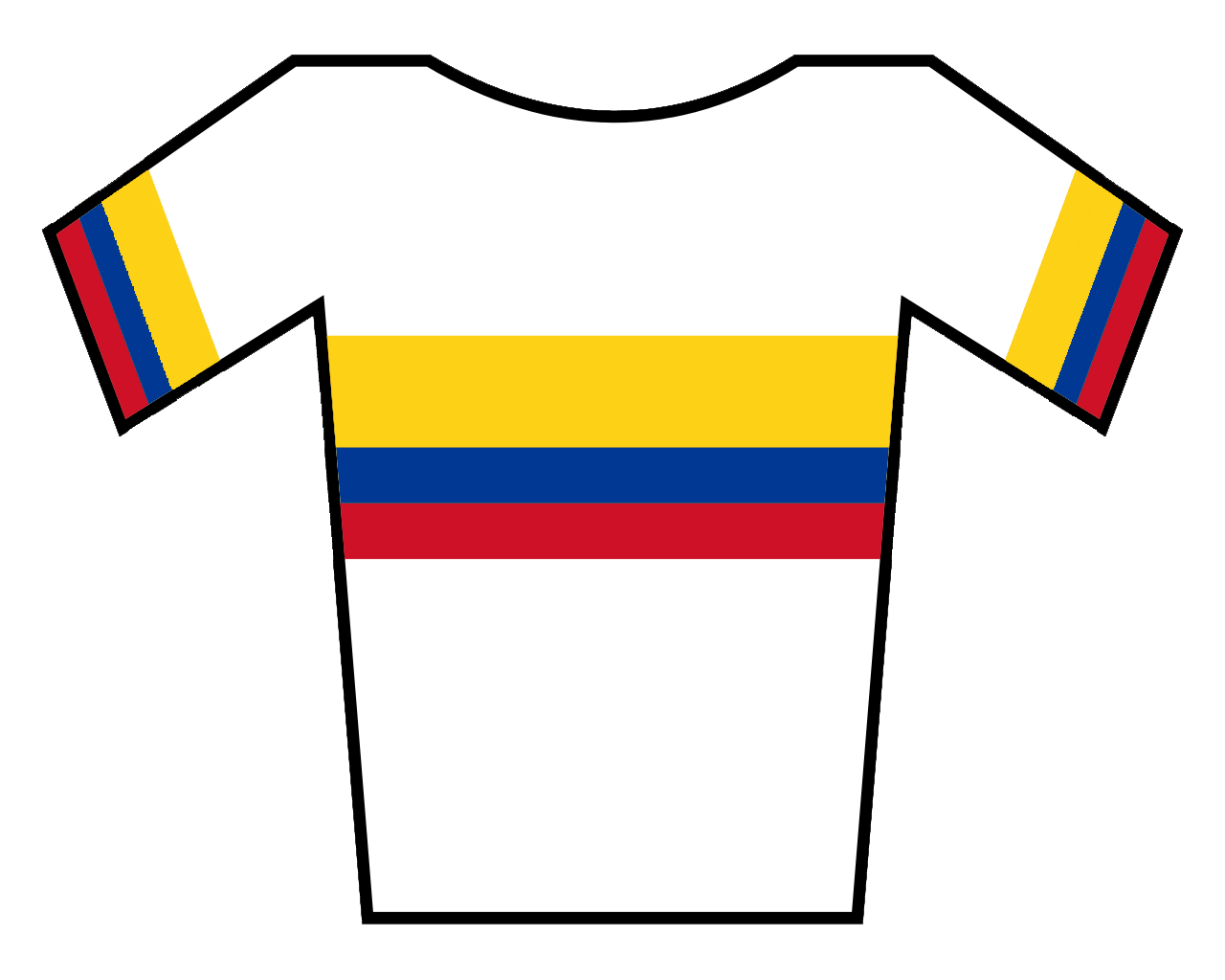
Dres kolumbijského národního šampiona

## Seznam vítězů

### Muži
| Rok  | Zlato                   | Stříbro                | Bronz                      |
| 1946 | Jaime Gómez             |                        |                            |
| 1947 | Óscar Salinas           | Alfonso González       | Luis Ortíz                 |
| 1948 | Luis Galo Chiriboga     | Óscar Salinas          | Benjamín Jiménez           |
| 1949 | Nejelo se               | Nejelo se              | Nejelo se                  |
| 1950 | Efraín Forero           | Efraín Rozo            | Gilberto Cuevas            |
| 1951 | Nejelo se               | Nejelo se              | Nejelo se                  |
| 1952 | Ernesto Gallego         | Efraín Forero          | Octavio Echeverry          |
| 1953 | Efraín Forero (2)       | Fabio León             | Pedro Bernal               |
| 1954 | Efraín Forero (3)       | Benjamín Jiménez       | Héctor Mesa                |
| 1955 | Jorge Luque             | Carlos Gil             | Efraín Forero              |
| 1956 | Fabio León Calle        | Pablo Hurtado          | Jaime Villegas             |
| 1957 | Hernán Medina           | Héctor Mesa Monsalve   | Carlos Montoya             |
| 1958 | Efraín Forero (4)       | Diego Calero           | Humberto Gravina           |
| 1959 | Antonio Ambrosio        | Octavio Olarte         | Rubén Darío Gómez          |
| 1960 | Aureliano Gallón        | Mario Escobar          | Hernán Herrón              |
| 1961 | Mario Escobar           | Aureliano Gallón       | Hernán Herrón              |
| 1962 | Antonio Ambrosio (2)    | Roberto Buitrago       | Martin Emilio Rodríguez    |
| 1963 | Gabriel Halaixt         | Carlos Siabatto        | Mario Escobar              |
| 1964 | Pablo Hernández         | Gustavo Rincón         | Antonio Forero             |
| 1965 | Martín Emilio Rodríguez | Pablo Hernández        | Severo Hernández           |
| 1966 | Aníbal Ricardo          | Jaime Galeano          | Severo Hernández           |
| 1967 | Luis Alfonso Galvis     | Álvaro Pachón          | Miguel Samacá              |
| 1968 | Jairo Grijalba          | Miguel Samacá          | Luis Hernán Díaz           |
| 1969 | Augusto Estrada         | Álvaro Pachón          | Albeiro Mejia              |
| 1970 | Álvaro Pachón           | Rubén Darío Gómez      | Carlos Campaña             |
| 1971 | Abraham Domínguez       | Fernando Cruz          | Juan de Dios Morales       |
| 1972 | Arturo Matamoros        | Jorge González         | Álvaro Pachón              |
| 1973 | Luis Hernán Díaz        | José de Jesús Vargas   | Miguel Guerrero            |
| 1974 | Fabio Navarro           | Carlos Campaña         | José Patrocinio Jiménez    |
| 1975 | Hector Julio Mayorga    | Óscar Giraldo          | Abelardo Ríos              |
| 1976 | Luis Enrique Murillo    | Abelardo Ríos          | Jaime Galeano              |
| 1977 | Abelardo Ríos           | Alfonso Flórez Ortiz   | Luis Carlos Manrique       |
| 1978 | Juan de Dios Morales    | Luis Carlos Manrique   | Jorge González             |
| 1979 | Julio Alberto Rubiano   | Juan de Dios Morales   | Luis Carlos Manrique       |
| 1980 | Nejelo se               | Nejelo se              | Nejelo se                  |
| 1981 | Carlos Mario Jaramillo  | Rafael Tolosa          | Óscar Iván Carvajal        |
| 1982 | Germán Marín            | José Chalapud          | Ángel Ramírez              |
| 1983 | Álvaro Lozano           | Óscar Iván Carvajal    | José Plácido Arias         |
| 1984 | Néstor Mora             | Luis Carlos Manrique   | José Antonio Agudelo Gómez |
| 1985 | Fabio Parra             | Reynel Montoya         | Jorge León Otalvaro        |
| 1986 | Antonio Londoño         | Israel Corredor        | Reynel Montoya             |
| 1987 | Reynel Montoya          | Javier Montoya         | Manuel Cárdenas Espitia    |
| 1988 | Reynel Montoya (2)      | Martín Ramírez         | Victor Hugo Olarte         |
| 1989 | Reynel Montoya (3)      | Henry Cárdenas         | Álvaro Mejía               |
| 1990 | William Pulido          | Óscar Vargas           | Álvaro Lozano              |
| 1991 | Jorge Otálvaro          | Juan Carlos Arias      | Victor Hugo Olarte         |
| 1992 | Jorge Otálvaro (2)      | Luis Espinosa          | Alfonso Alayon             |
| 1993 | Federico Muñoz          | Javier Zapata          | Néstor Mora                |
| 1994 | Luis Alberto González   | Javier Zapata          | Héctor Palacio             |
| 1995 | Efraím Rico             | Celio Roncancio        | Óscar Vargas               |
| 1996 | Celio Roncancio         | Javier Zapata          | Álvaro Lozano              |
| 1997 | José Castelblanco       | Raúl Gomez             | César Goyeneche            |
| 1998 | Johny Ruiz              | Hernán Darío Muñoz     | César Goyeneche            |
| 1999 | César Goyeneche         | Marlon Pérez           | Ruber Marín                |
| 2000 | Héctor Valenzuela       | Israel Ochoa           | Álvaro Lozano              |
| 2001 | Daniel Rincón           | Ismael Sarmiento       | Alejandro Cortés           |
| 2002 | Jhon García             | John Parra             | Elder Herrera              |
| 2003 | Elder Herrera           | Hugo Osorio            | Heberth Gutiérrez          |
| 2004 | Israel Ochoa            | Graciano Fonseca       | Oved Ramírez               |
| 2005 | Walter Pedraza          | Heberth Gutiérrez      | Luis Felipe Laverde        |
| 2006 | Alejandro Cortés        | Iván Casas             | John Garcia                |
| 2007 | Fidel Chacón            | John Parra             | Andrés Díaz                |
| 2008 | Darwin Atapuma          | Israel Ochoa           | Walter Pedraza             |
| 2009 | Oscar Álvarez           | Juan Pablo Wilches     | Diego Calderón             |
| 2010 | Félix Cárdenas          | Edson Calderón         | Edward Ortiz               |
| 2011 | Weimar Roldán           | Carlos Ospina          | Jeyson Ulloa               |
| 2012 | Félix Cárdenas (2)      | Brayan Ramírez         | Darwin Atapuma             |
| 2013 | Walter Pedraza          | Jonathan Paredes       | Andrés Díaz                |
| 2014 | Miguel Ángel Rubiano    | Winner Anacona         | Juan Pablo Suárez          |
| 2015 | Robinson Chalapud       | Daniel Jaramillo       | Jeffry Romero              |
| 2016 | Edwin Ávila             | Sergio Henao           | Cayetano Sarmiento         |
| 2017 | Sergio Henao            | Jarlinson Pantano      | Óscar Quiroz               |
| 2018 | Sergio Henao (2)        | Óscar Quiroz           | Diego Ochoa                |
| 2019 | Óscar Quiroz            | Juan Felipe Osorio     | José Serpa                 |
| 2020 | Sergio Higuita          | Egan Bernal            | Daniel Felipe Martínez     |
| 2021 | Aristóbulo Cala         | Marco Tulio Suesca     | Luis Miguel Martínez       |
| 2022 | Sergio Higuita (2)      | Yeison Rincón          | Esteban Chaves             |
| 2023 | Esteban Chaves          | Daniel Felipe Martínez | Nairo Quintana             |
| 2024 | Alejandro Osorio        | Sergio Higuita         | Egan Bernal                |

### Muži do 23 let
| Rok  | Zlato                        | Stříbro                            | Bronz                  |
| 2003 | Juan Carlos López            | Ferney Bello                       | Deiby Ibáñez           |
| 2004 |                              |                                    |                        |
| 2005 | Juan Pablo Forero            | Andrés Díaz                        | Julián Atehortúa       |
| 2006 | Jaime Castañeda              | Andrés Díaz                        | Fabio Duarte           |
| 2007 | Juan Sebastián Arango        | Hernán Vargas                      | Camillo Torres         |
| 2008 |                              |                                    |                        |
| 2009 | Jaime Vergara                | Cayetano Sarmiento                 | Jaime Morales          |
| 2010 | Juan Pablo Valencia          | Jonathan Millán                    | Aristobulo Cala        |
| 2011 | Marvin Angarita              | Cristian Talero                    | Brayan Ramírez         |
| 2012 |                              |                                    |                        |
| 2013 | Rónald Gómez                 | Julian Marin                       | Daniel Jaramillo       |
| 2014 | Diego Ochoa                  | Brayan Ramírez                     | Hernando Bohórquez     |
| 2015 | Edward Díaz                  | Jordan Parra                       | Andrés Felipe Herrera  |
| 2016 | Roller Diagama               | Edward Díaz                        | Wilmar Castro          |
| 2017 | Robinson López               | Cristian Carmona                   | Jonathan Cañaveral     |
| 2018 | Yeison Rincón                | Hernán Darío Gómez                 | Daniel Largo           |
| 2019 | Harold Tejada                | Jhojan García                      | Santiago Ordoñez       |
| 2020 | Daniel Arroyave              | Óscar Leonardo Guzmán              | Cristian David Rico    |
| 2021 | Juan Esteban Guerrero        | Heberth Alejandro Gutiérrez Rendón | Elkin Steven Malaver   |
| 2022 | Germán Darío Gómez           | Andrés Liber Mancipe               | Frank Sebastián Flórez |
| 2023 | Kevin David Castillo Miranda | Andrés Liber Mancipe               | Edwin Patiño           |
| 2024 | Brandon Alejandro Rojas      | Camilo Andrés Gómez                | César Paulo Pantoja    |

### Ženy
| Rok       | Zlato                    | Stříbro                     | Bronz                  |
| 1987      | Adriana Muriel           | Luz Stella Araque           | Rosa María Aponte      |
| 1988      | Adriana Muriel           | Doris Patricia Fonseca      | Marta Luz López        |
| 1989      | Adriana Muriel           | Rosa Angélica Maya          | Ángela Gómez           |
| 1990      | Adriana Muriel           | Nelly Alba Amado            | Rosa María Aponte      |
| 1991      | Adriana Muriel           | Analida Cartagena           | Rosa Angélica Maya     |
| 1992–1997 | Nejelo se                | Nejelo se                   | Nejelo se              |
| 1998      | Ana-M. Betancourt        | Nohora Lopez                | Analida Cartagena      |
| 1999      | María Luisa Calle        | Sandra Gómez                | Paola Madriñan         |
| 2000      | Nejelo se                | Nejelo se                   | Nejelo se              |
| 2001      | Flor Marina Delgadillo   | Martha López                | Magda Cubides          |
| 2002      | Nancy Casallas           | Flor Marina Delgadillo      | Paola Madriñan         |
| 2003      | Paola Madriñan           | Flor Marina Delgadillo      | Millerlandy Agudelo    |
| 2004      | Paola Madriñan           | Mónica Méndez               | Marcela Cadena         |
| 2005      | Sandra Gómez             |                             |                        |
| 2006      | Magdaly Trujillo         | Laura Lozano                | Monica Mendez          |
| 2007      | Sandra Gómez             | María Luisa Calle           | Magdaly Trujillo       |
| 2008      | Paola Madriñan           | Lorena Vargas               | Flor Delgadillo        |
| 2009      | Daniela Salazar          | Lorena Vargas               | Laura Lozano           |
| 2010      | Viviana Velásquez        | Ana Sanabria                | Laura Lozano           |
| 2011      | Viviana Velásquez        | Jenny Colmenares            | Maritza Ceballos       |
| 2012      | Lorena Vargas            | Henny Rubio                 | Ana Sanabria           |
| 2013      | Lorena Vargas            | Andreina Rivera             | Claudia Castaño        |
| 2014      | Valentina Paniagua       | Diana Peñuela               | Laura Lozano           |
| 2015      | Leidy Natalia Muñoz Ruiz | Diana Peñuela               | Ana Christina Sanabria |
| 2016      | Luz Adriana Tovar        | Blanca Liliana Moreno       | Laura Camila Lozano    |
| 2017      | Luisa Naranjo            | Diana Peñuela               | Lorena Vargas          |
| 2018      | Kathrin Montoya          | Milena Salcedo              | Laura Camila Lozano    |
| 2019      | Blanca Liliana Moreno    | Jessica Parra               | Estefania Herrera      |
| 2020      | Maria Catalina Gomez     | Jeniffer Alejandra Medellin | Jeimy Beltran          |
| 2021      | Lorena Colmenares        | Paula Patiño                | Diana Peñuela          |
| 2022      | Diana Peñuela            | Lorena Colmenares           | Andrea Alzate          |
| 2023      | Diana Peñuela            | Paula Patiño                | Stefania Sánchez       |
| 2024      | Paula Patiño             | Diana Peñuela               | Jessenia Meneses       |

### Ženy do 23 let
| Rok  | Zlato                  | Stříbro     | Bronz             |
| 2020 | Lina Marcela Hernández | Leidy Lopez | Daniela Atehortua |